# Dieffenbach-au-Val
Dieffenbach-au-Val (deutsch Diefenbach) ist eine französische Gemeinde mit 641 Einwohnern (Stand 1. Januar 2021) in den Nordvogesen im Département Bas-Rhin in der Region Grand Est (bis 2015 Elsass). Die Gemeinde wird im Westen vom Forêt Domaniale de la Vancelle flankiert.

## Wappen
Wappenbeschreibung: Ein blauer Schild auf rot-goldenem Eisenhutfeh, das Ganze belegt mit einem silbernen Andreaskreuz.

## Bevölkerungsentwicklung
| 1962 | 1968 | 1975 | 1982 | 1990 | 1999 | 2010 | 2017 |
| ---- | ---- | ---- | ---- | ---- | ---- | ---- | ---- |
| 387  | 417  | 506  | 504  | 559  | 582  | 618  | 627  |

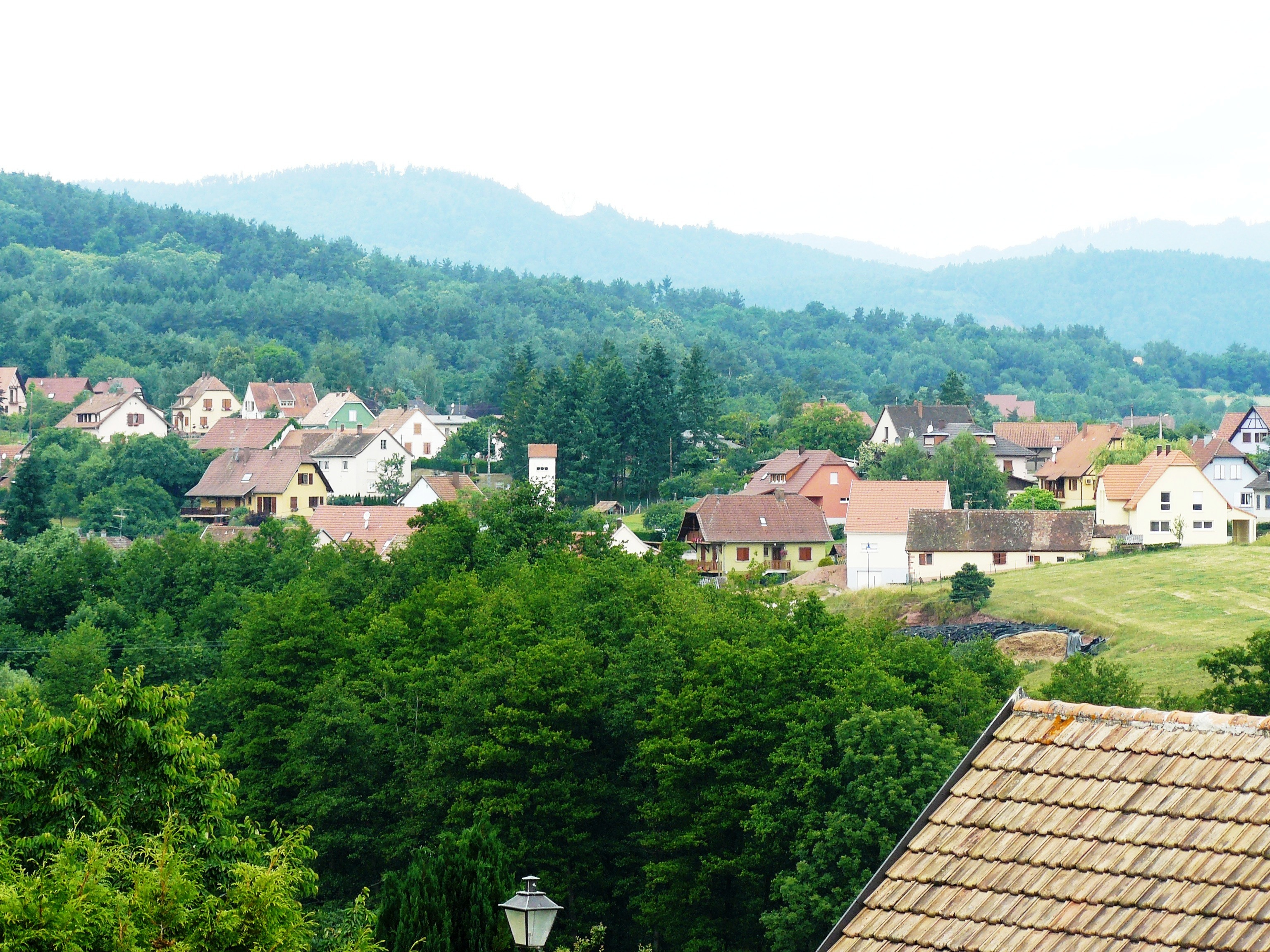
Ortsansicht
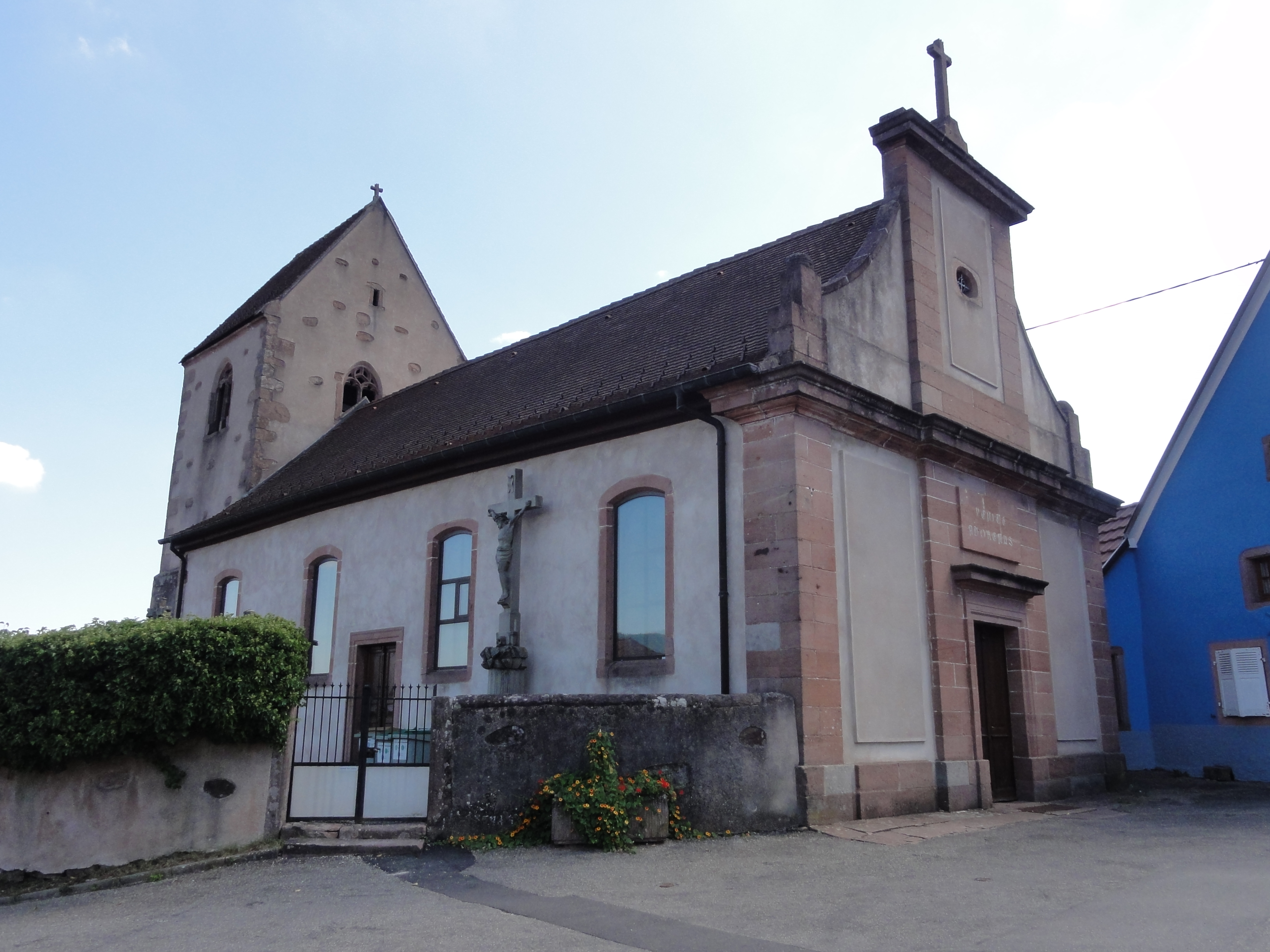
Kirche Saint-Laurent
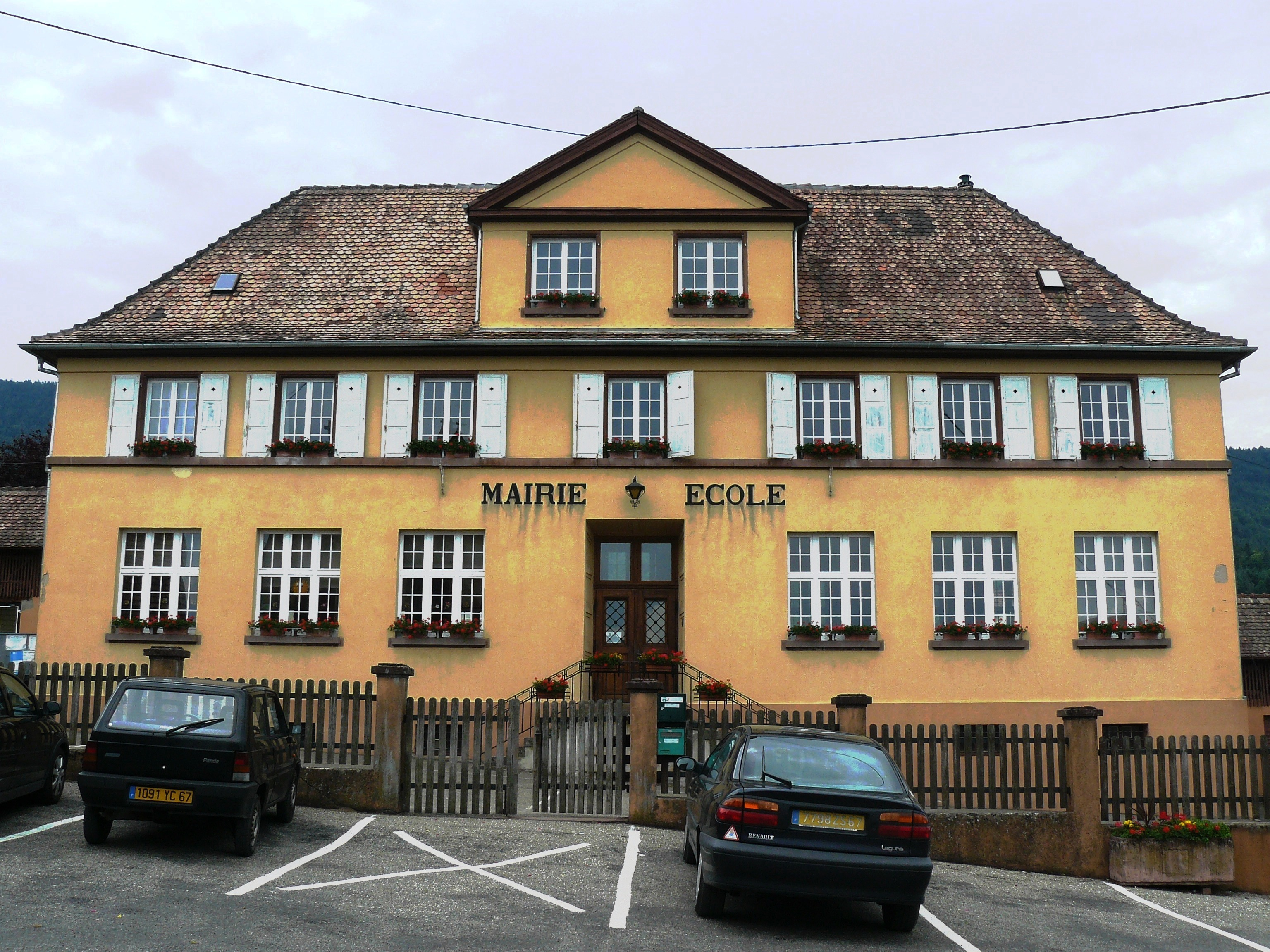
Bürgermeister- und Schulgebäude